# Constitutional Act 1791

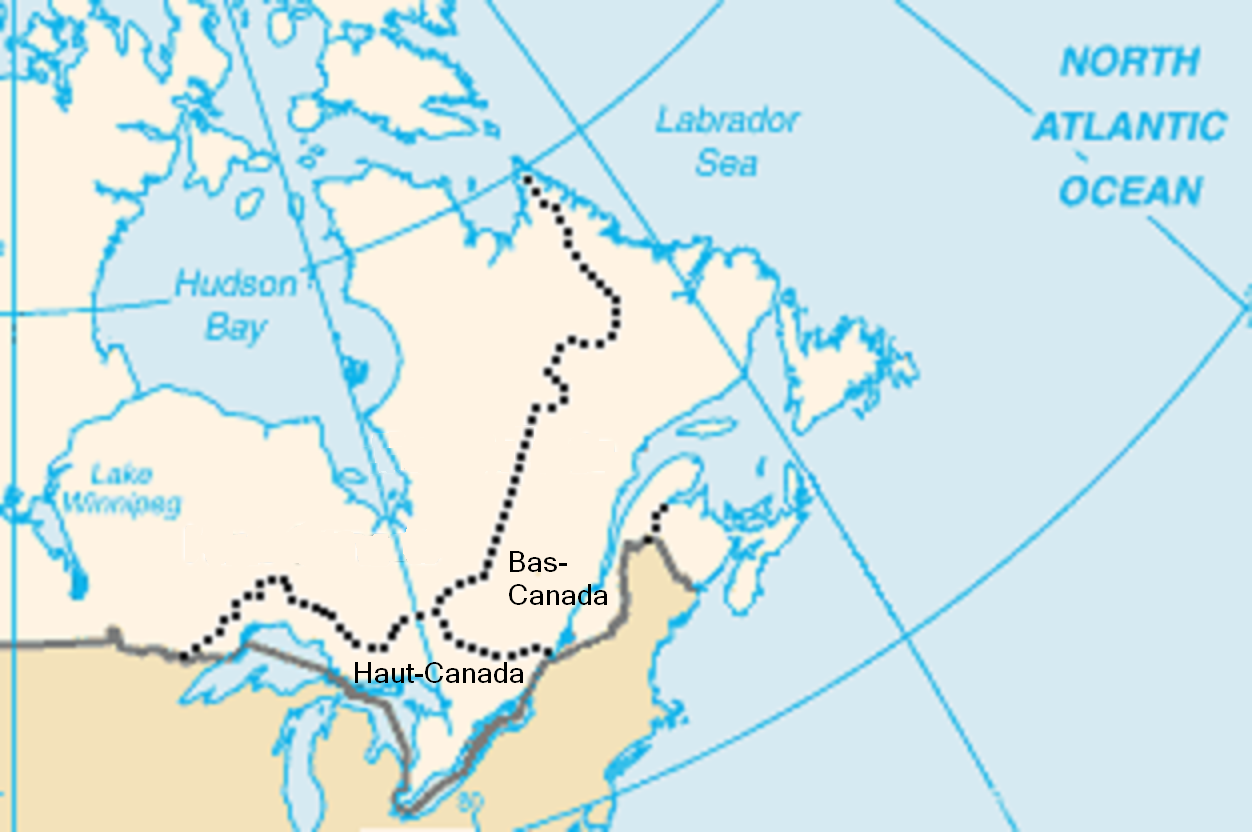
1791 års gränser.

Constitutional Act 1791 var den brittiska parlamentsakt från 1791, varigenom provinsen Québec från den 26 december det året delades upp i Nedre Kanada och Övre Kanada.